# Automated Certificate Management Environment

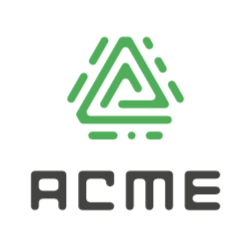
Logo protokolu ACME

Automatic Certificate Management Environment (ACME) je komunikační protokol sloužící k automatizaci komunikace s certifikační autoritou pro potřeby vydávání digitálních certifikátů pro zajištění internetových domén pomocí protokolu TLS. Vytvořila jej americká neziskovka Internet Security Research Group a to původně především pro svou službu Let's Encrypt.
Protokol je založený na výměně jsonových zpráv přes HTTPS. V březnu 2019 jej Komise pro technickou stránku Internetu standardizovala v rámci RFC jako RFC 8555.
Protokol existuje ve dvou verzích. Verze ACMEv1 byla vydána v dubnu 2016 a nepodporovala žolíkové znaky v doménových jménech, tedy neumožňovala například certifikát pro domény *.example.com. Samotná služba Let's Encrypt ji přestala podporovat v roce 2021.
Verze ACMEv2 byla vydána v březnu 2018 a přidala podporu žolíkových znaků.
Pro protokol ACME existuje několik implementací s otevřeným zdrojovým kódem.